# Simipercis trispinosa
Simipercis trispinosa är en fiskart som beskrevs av Johnson och Randall 2006. Simipercis trispinosa ingår i släktet Simipercis och familjen Pinguipedidae. Inga underarter finns listade i Catalogue of Life.